# تیانا مالشویچ
تیانا مالشویچ (سیریلیک صربی: Тијана Малешевић؛ زادهٔ ۱۸ مارس ۱۹۹۱) بازیکن والیبال زن اهل صربستان است.